# Abduktionskeil
Ein Abduktionskeil (von lat. abducere ab-/wegführen, siehe auch Abduktion) ist ein medizinisches Hilfsmittel, das z. B. die Oberschenkel auseinanderhalten bzw. eine gewisse Abspreizung in der Hüfte gewährleisten soll. Es wird zur Vermeidung von Fehlstellungen bei Kindern oder zur postoperativen Rehabilitation nach Revisionsendoprothetik des Hüftgelenks verwendet. Der Abduktionskeil wird in passender Größe und Form an Kindersitzen (fest oder an Fahrzeugen) angebracht und bei postoperativer Rehabilitation von Erwachsenen in das Bett gelegt.